# Neo Armstrong Cyclone Jet Armstrong Best
『Neo Armstrong Cyclone Jet Armstrong Best』（ネオ･アームストロング・サイクロンジェット・アームストロング・ベスト）は、2018年8月22日にキューンミュージックから発売された、DOESのベスト・アルバム。

## 概要
バンドとしては3枚目となるベスト・アルバム。バンド自体が無期限活動休止中に発売された。
タイトルは『銀魂』内に登場する攻城兵器『ネオアームストロングサイクロンジェットアームストロング砲』から付けられている。
過去にアニメ『銀魂』のタイアップを受けた曲、タイアップはないが、メンバーが「銀魂」をテーマに制作したという『刹那』、それぞれのインストゥルメンタルバージョン、デモ音源を含む、全18曲収録。全曲Bob Ludwigによるリマスタリングが施されている。

## 収録曲
- 全曲 - 作詞・作曲：氏原ワタル / 編曲：DOES

1. 修羅
  - 4thシングル曲。
  - テレビ東京系アニメ『銀魂』5代目エンディングテーマ
2. 曇天
  - 6thシングル曲。
  - テレビ東京系アニメ『銀魂』5代目オープニングテーマ
3. バクチ・ダンサー
  - 10thシングル曲。
  - ワーナー・ブラザース映画配給映画『劇場版 銀魂 新訳紅桜篇』主題歌
  - テレビ東京系アニメ『よりぬき銀魂さん』オープニングテーマ
4. 僕たちの季節
  - 10thシングルのC/W曲。
  - ワーナー・ブラザース映画配給映画『劇場版 銀魂 新訳紅桜篇』エンディングテーマ
  - テレビ東京系アニメ『よりぬき銀魂さん』エンディングテーマ
5. KNOW KNOW KNOW
  - 15thシングル曲。
  - テレビ東京系アニメ『銀魂』17代目オープニングテーマ
6. 刹那
  - 15thシングルのC/W曲。
  - 銀魂をテーマに製作された曲の為、収録された。
7. 修羅 Instrumental
8. 曇天 Instrumental
9. バクチ・ダンサー Instrumental
10. 僕たちの世界 Instrumental
11. KNOW KNOW KNOW Instrumental
12. 刹那 Instrumental
13. 修羅 Demo
14. 曇天 Demo
15. バクチ・ダンサー Demo
16. 僕たちの季節 Demo
17. KNOW KNOW KNOW Demo
18. 刹那 Demo